# Old school (tatuaggio)
Quello old school è uno stile di tatuaggio occidentale o americano tradizionale, con contorni neri ben definiti e una tavolozza di colori limitata tipicamente al giallo, rosso, verde, nero e in alcuni casi viola. I soggetti più tipicamente ritratti sono volti di nativi americani, pin up, rondini, cuori, pugnali e simboli del mondo dei marinai, come velieri, ancore e sirene.

## Storia
La storia dei tatuaggi Old School nasce negli anni venti del 1900. Fanno parte di una lunga tradizione che tutt'oggi è praticata. Anche se con mezzi differenti. Il padre dei tatuaggi Old School è Sailor Jerry Collins. un soldato della marina statunitense che viaggiò a lungo e in terre desolate come la Polinesia, un luogo dove l'arte del tatuaggio era praticata da diversi secoli. In seguito, Sailor Jerry andò alle Hawaii, dove aprì il suo primo studio di tatuaggi. Punto di riferimento per soldati e marinai.
Non è quindi un caso che molti dei soggetti classici degli Old School tattoo ritraggano soggetti della vita marinaresca, come le rondini, gli squali, le isole, le sirene o le pinup, così rare e sognate nei lunghi viaggi per mare.
Per il loro stile deciso, vintage e al tempo stesso contemporaneo e per i colori sgargianti che li caratterizzano, i tatuaggi Old School sono da sempre un classico del mondo del tatuaggio. Itatuaggi Old School non sono rimasti uguali nel tempo, grazie al progresso tecnologico e all'invenzione di nuove macchinette specializzate, sono nati nel tempo nuovi stili Old School.
Il più famoso è il "Neo Traditional". 

## Artisti
Alcuni famosi artisti di questo stile sono:
- Norman Keith Collins, noto anche come Sailor Jerry (1911-1973)[3].
- Herbert Hoffmann (1919-2010), che ha iniziato a tatuare in Germania negli anni '30. Insieme ai colleghi artisti Karlmann Richter e Albert Cornelissen è apparso nel film del 2004 Blue Skin (tedesco: Flammend' Herz).
- Amund Dietzel (1890-1974), artista di origine norvegese che ha iniziato la sua carriera come marinaio, prima di stabilirsi negli Stati Uniti. Conosciuto come il Maestro di Milwaukee.
- Bert Grimm (1900-1985), un tatuatore nato a Chicago. Ha iniziato la sua carriera nella città di Saint Louis per poi trasferirsi a Long Beach, in California, dove ha aperto un negozio. Si diceva che il suo studio fosse il più antico ancora in funzione negli Stati Uniti d'America ed era spesso frequentato da marinai che si facevano tatuare. Grimm vendette il negozio a Bob Shaw nel 1970.
- Bob Shaw (1926-1993), artista americano che ha imparato a tatuare da Bert Grimm a Saint Louis. Successivamente ha lavorato con Grimm ed è diventato presidente della National Tattoo Association dal 1983 al 1988[4].

## Galleria d'immagini

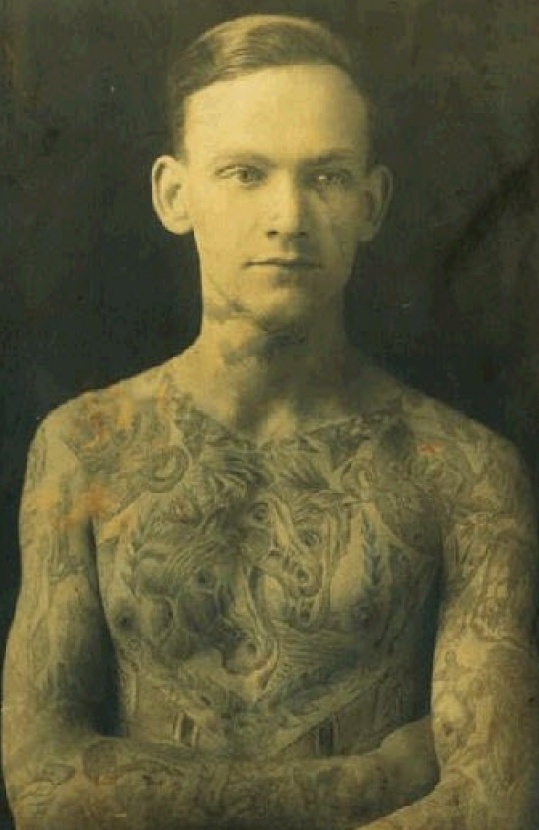
Esempi di tatuaggi realizzati da Amund Dietzel nel 1914.
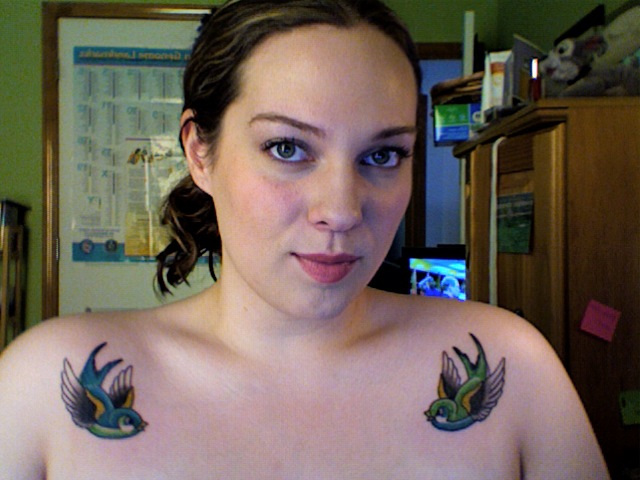
Una donna con il tatuaggio delle rondini.
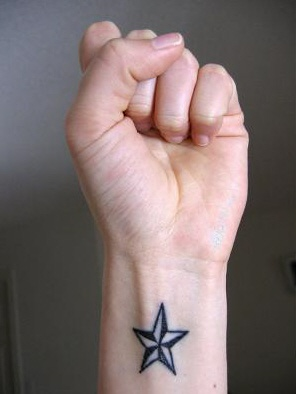
Esempio di stella nautica.